# Anthrax analis
Anthrax analis är en tvåvingeart som beskrevs av Thomas Say 1823. Anthrax analis ingår i släktet Anthrax och familjen svävflugor. Inga underarter finns listade i Catalogue of Life.